# فيلي ريد (لاعب كرة قدم أمريكية)
فيلي ريد (بالإنجليزية: Willie Reid)‏ هو لاعب كرة قدم أمريكية أمريكي، ولد في 19 سبتمبر 1982 في Kathleen, Georgia ‏ في الولايات المتحدة.

## وصلات خارجية
- فيلي ريد على موقع مرجع كرة القدم المحترفة.كوم (الإنجليزية)